# Francis Demarthon
Francis Demarthon (* 8. August 1950 in Frangy) ist ein ehemaliger französischer Leichtathlet, der auf den 400-Meter-Lauf spezialisiert war. Er gewann zwei Bronzemedaillen bei Freiluft-Europameisterschaften und eine Silbermedaille in der Halle.

## Sportliche Karriere
Francis Demarthon startete für ASPTT Bordeaux. Er war 1973, 1974, 1978 und 1979 französischer Meister im 400-Meter-Lauf. 1974 siegte er in der Halle.
1974 bei den Halleneuropameisterschaften in Göteborg belegte Demarthon den vierten Platz mit 0,14 Sekunden Rückstand auf den Drittplatzierten. Bei den Europameisterschaften in Rom kam Demarthon in 46,90 Sekunden als Achter ins Ziel, nachdem er im Vorlauf 46,11 Sekunden benötigt hatte. Die französische 4-mal-400-Meter-Staffel mit Jean-Claude Nallet, Roger Velasquez, Jacques Carette und Francis Demarthon erreichte als Vierte das Ziel. Durch die nachträgliche Disqualifikation der finnischen Staffel rückten die Franzosen auf den dritten Platz vor. 1975 bei den Mittelmeerspielen in Algier wurde Demarthon Vierter über 400 Meter. Mit der Staffel gewann er die Silbermedaille hinter dem jugoslawischen Quartett.
1977 bei den Halleneuropameisterschaften in San Sebastian wurde Demarthon Zweiter hinter dem Belgier Alfons Brijdenbach. Anderthalb Jahre später bei den Europameisterschaften in Prag siegte der Deutsche Franz-Peter Hofmeister vor Karel Kolář aus der Tschechoslowakei. In 45,97 Sekunden erlief Demarthon die Bronzemedaille. Maurice Volmar, Gerard Boutier, Hector Llatser und Francis Demarthon belegten in der 4-mal-400-Meter-Staffel den sechsten Platz. Bei den Mittelmeerspielen 1979 in Split lief Demarthon seine persönliche Bestleistung von 45,89 Sekunden und siegte vor seinem Landsmann Didier Dubois. Beide waren Mitglied der französischen 4-mal-400-Meter-Staffel, die den Titel vor den Jugoslawen gewann. Bei den Olympischen Spielen 1980 in Moskau trat Demarthon zunächst zum 400-Meter-Lauf an und schied im Viertelfinale aus. Die 4-mal-400-Meter-Staffel mit Jacques Fellice, Robert Froissart, Didier Dubois und Francis Demarthon erreichte das Olympiafinale und wurde Vierte mit einer halben Sekunde Rückstand auf die drittplatzierten Italiener.